# Uładzimir Zamiatalin
Uładzimir Piatrowicz Zamiatalin (biał. Уладзімір Пятровіч Замяталін, ros. Владимир Петрович Заметалин, Władimir Pietrowicz Zamietalin; ur. 14 maja 1948 w Tule, zm. 7 lipca 2019) – radziecki oficer polityczny i białoruski polityk pełniący szereg funkcji państwowych, m.in. wicepremiera i pierwszego zastępcy Administracji Prezydenta; od 2006 roku dyrektor Narodowego Kinostudia „Biełaruśfilm”. Był oskarżany o wrogi stosunek do białoruskiej suwerenności, kultury i języka.

## Życiorys
Urodził się 14 maja 1948 roku w Tule w Rosyjskiej FSRR. W 1973 roku ukończył Doniecką Wyższą Szkołę Wojskowo-Polityczną, a w 1983 roku – Wojskową Akademię Polityczną im. Lenina. W latach 1973–1991 był oficerem politycznym w Armii Radzieckiej w Niemczech, na dalekim wschodzie ZSRR i na Białorusi. Służył jako zastępca dowódcy kompanii, batalionu, węzła łączności, zastępca dowódcy pułku ds. politycznych, zastępca kierownika działu politycznego dywizji, działu organizacyjno-partyjnego w wydziale politycznym, działu socjalno-prawnego w Wydziale Wojskowo-Politycznym Białoruskiego Okręgu Wojskowego.
Od 1992 roku pracował jako zastępca kierownika Wydziału Informacji – szef centrum prasowego w Ministerstwie Obrony Republiki Białorusi. W 1994 roku został sekretarzem prasowym przewodniczącego Rady Ministrów Republiki Białorusi (premiera) Wiaczasłaua Kiebicza. Aktywnie wspierał jego kandydaturę na urząd prezydenta w wyborach w 1994 roku. Oskarżany był przez innych kandydatów o przygotowywanie i rozpowszechnianie oczerniających ich materiałów. Po klęsce wyborczej Wiaczasłaua Kiebicza i zwycięstwie Alaksandra Łukaszenki przez pewien czas znajdował się poza głównym nurtem polityki. W 1995 roku był aktywnym zwolennikiem zainicjowanego przez prezydenta Łukaszenkę referendum na temat wprowadzenia języka rosyjskiego jako drugiego języka państwowego, zmiany symboli państwowych Białorusi (biało-czerwono-białej flagi i herbu Pogoni) na symbole nawiązujące do radzieckich (obecne godło i flaga Białorusi), integracji ekonomicznej z Federacją Rosyjską i prawa prezydenta do rozwiązywania parlamentu.
Od 1995 roku pracował w Administracji Prezydenta Republiki Białorusi. Początkowo objął stanowisko szefa Głównego Zarządu Informacji Społeczno-Politycznej (na miejsce zdymisjonowanego Alaksandra Fiaduty), a następnie zastępcy kierownika Administracji Prezydenta Republiki Białorusi. Od 23 stycznia pełnił funkcję przewodniczącego Państwowego Komitetu Prasowego Republiki Białorusi. 15 lipca 1997 roku został zastępcą przewodniczącego Rady Ministrów Republiki Białorusi (wicepremierem) ds. kultury, edukacji, religii i mniejszości narodowych. 16 czerwca 2000 roku został pierwszym zastępcą kierownika Administracji Prezydenta Republiki Białorusi, zastępując Uładzimira Rusakiewicza. Stał na czele republikańskiej komisji ds. ponownej rejestracji organizacji społecznych. 12 września 2001 został zdymisjonowany ze stanowiska pierwszego zastępcy kierownika Administracji Prezydenta (jego stanowisko zajął Stanisłau Kniazieu). Od grudnia 2006 roku pełnił funkcję dyrektora Narodowego Kinostudia „Biełaruśfilm”.

## Poglądy
Zdaniem autorów książki „Kto jest kim w Białorusi” Uładzimir Zamietalin postrzegany był jako przeciwnik białoruskiej suwerenności. Poeta Uładzimir Niaklajeu oskarżył go o wrogi stosunek do białoruskiej inteligencji i języka białoruskiego. Politolog Andrej Lachowicz określił go mianem starego rusofila.

## Życie prywatne
Uładzimir Zamiatalin był żonaty, miał dwóch synów.

## Odznaczenia
Uładzimir Zamiatalin został odznaczony sześcioma medalami „Za Nienaganną Służbę”.